# Nick Wittgren
Nicholas James Wittgren (né le 29 mai 1991 à Torrance, Californie, États-Unis) est un lanceur de relève droitier des Marlins de Miami de la Ligue majeure de baseball.

## Carrière
Joueur des Boilermakers de l'université Purdue, Nick Wittgren est choisi par les Marlins de Miami au 9e tour de sélection du repêchage de 2012.
Il fait ses débuts dans le baseball majeur avec les Marlins le 19 avril 2016. Il maintient une moyenne de points mérités de 3,14 en 51 manches et deux tiers lancées en 48 matchs joués comme releveur pour les Marlins à sa première saison.